# Joseph Denman
Pour les articles homonymes, voir Denman.
Joseph Denman, né le 23 juin 1810 à Bloomsbury (Middlesex) et mort le 26 novembre 1874 à Westminster, est un officier de marine britannique.
Commandant du HMS Wanderer (1835) (en), il est célèbre pour ses actions contre la traite des esclaves avec la West Africa Squadron.

## Biographie
Fils de Thomas Denman, il entre dans la Royal Navy le 7 avril 1823 et est promu lieutenant en 1831  puis commandant en 1835.
En 1834, alors lieutenant, il commande l'équipage capturé du navire négrier Maria da Gloria. Il l'a d'abord conduite devant la Commission mixte (Mixed Commission Court (en)) anglo-brésilienne de Rio de Janeiro, qui a décliné sa compétence au motif que le navire était portugais et non brésilien. Denman a ensuite dû retraverser l'Atlantique jusqu'à la cour anglo-portugaise de Sierra Leone. Soixante-dix-huit des quelque 400 esclaves à bord sont morts pendant les allers-retours, ce qui a également gravement affaibli les survivants. Denman a témoigné plus tard devant le parlement au sujet de ce voyage, déclarant qu'il avait « été témoin des souffrances les plus épouvantables que les êtres humains puissent endurer ».
Le 26 décembre 1836, il commande le brick-sloop HMS Scylla (1809) (en) dont il conserve le commandement jusqu'au 17 novembre 1839.
En 1839, il prend le commandement du brick-sloop de l'Escadron de l'Afrique de l'Ouest, HMS Wanderer. Le 5 avril 1840, le Wanderer saisit l'esclavagiste américain Eliza Davidson, qui est ensuite condamné par la Cour de la Commission mixte britannique et espagnole en Sierra Leone. Le 12 mai, Denman capture le Josephina, une goélette portugaise adaptée à la traite des esclaves. Le 3 juin, il prend la goélette São Paolo de Loando. Le 9 juin, il s'empare d'une autre goélette aménagée pour la traite négrière, la Maria Rosaria et, le 3 juillet, il prend la Pombinha, adapté pour le commerce des esclaves. Le 29 décembre 1842, un tribunal des prises accorde à l'équipage du Wanderer une prime de tonnage et une moitié des recettes du Pombinha.
En 1840, alors qu'il négocie la libération de deux Britanniques, Denman négocie également un traité abolissant la traite négrière sur le territoire des Gallinas, libérant 841 esclaves. En même temps, il détruit les barracoon (en)s (grands dépôts d'esclaves) sur les rives du fleuve. L'Amirauté a d'abord loué ses actions et l'a promu capitaine en août 1841, et il quitte le Wanderer le 23 août. Cependant, les esclavagistes espagnols le poursuivent personnellement en dommages et intérêts. En 1842, l'Amirauté a interdit la politique de l'escadron anti-esclavagiste consistant à bloquer les rivières et à détruire des biens.
À son retour en Angleterre, Denman est en demi-solde, attendant l'issue du procès. Il est actif, rédigeant un manuel pour l'escadron, intitulé Instructions for the Guidance of Her Majesty's Naval Officers Employed in the Suppression of the Slave Trade, qui devait être délivré à chaque officier en service. Il est décrit comme l'un des officiers les plus performants et les plus passionnés à avoir servi dans l'escadron d'Afrique de l'Ouest et il est crédité d'avoir amélioré l'efficacité de l'escadron plus que tout autre officier en service. En 1848, le tribunal rend une décision finale dans l'affaire Buron contre Denman, l'une des dernières affaires en droit anglais et gallois à considérer les esclaves comme une propriété ou une cargaison, concluant en faveur de Denman car il a agi en tant qu'agent de la politique de l'État britannique de suppression de la traite des esclaves plutôt qu'en tant qu'individu.
Il termine sa carrière en tant que contre-amiral aux commandes de la Pacific Station de 1864 jusqu'à sa retraite en avril 1866. Il a été promu vice-amiral à la retraite et meurt le 26 novembre 1874.

### Famille
Il épouse le 12 février 1844 Grace Watts-Russell, fille cadette de Jesse Watts-Russell, député, d'Ilam Hall (Staffordshire). Elle est décédée à Londres le 18 décembre 1902. Son frère George Denman (en) est un politicien et un juge de la Haute Cour.

## Hommages
L'île Denman en Colombie-Britannique a été nommée en son honneur ainsi qu'une rue de Vancouver.